# Seznam kitajskih sociologov
Seznam kitajskih sociologov.

## C
- Čen Hanseng

## F
- Fei Šiaotong

## L
- Lju Dalin